# 聖母子と天使 (ボッティチェッリ)

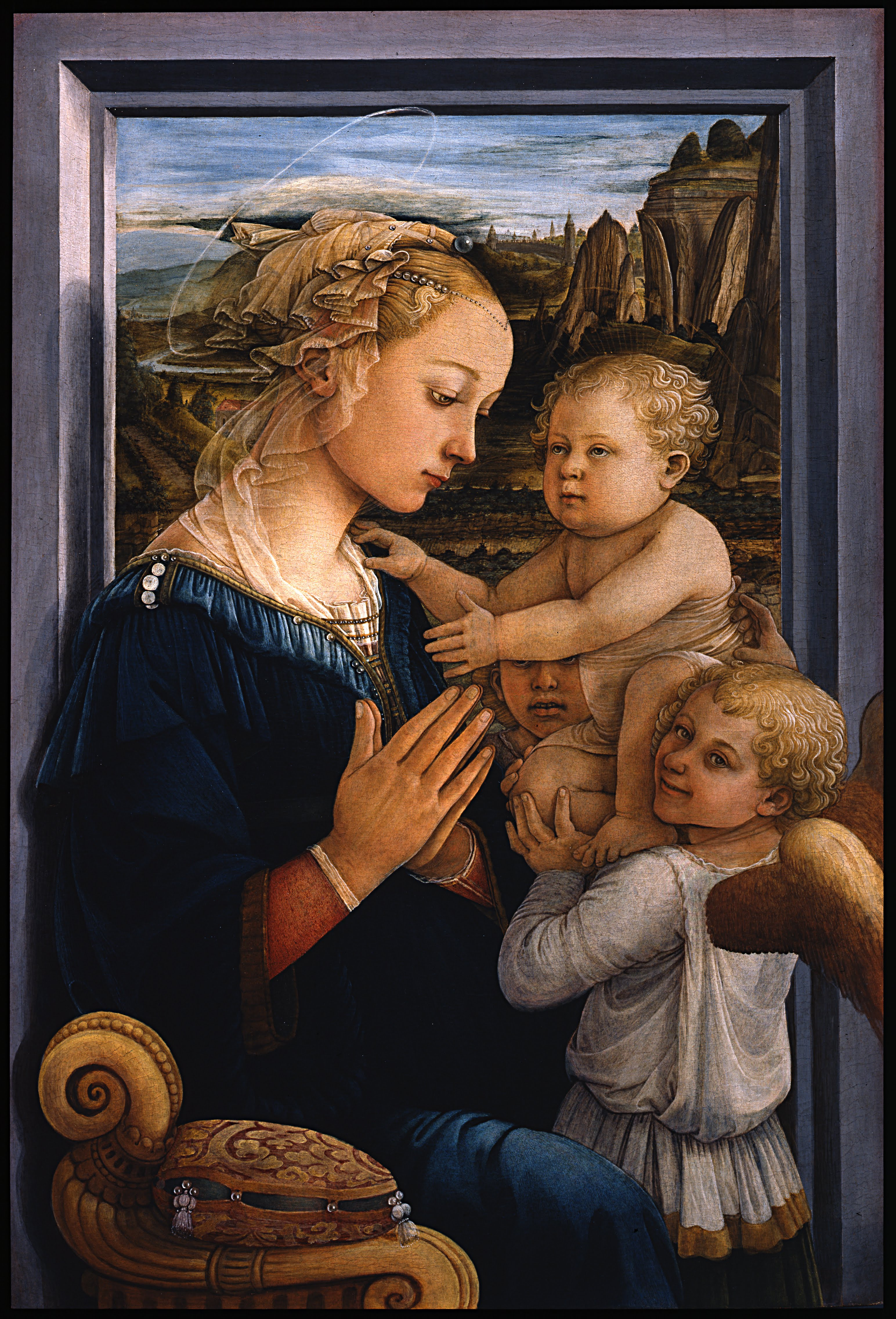
フィリッポ・リッピ『聖母子と二人の天使』(1450年-1465年頃)、ウフィツィ美術館所蔵。

『聖母子と天使』（せいぼしとてんし、伊: La Madonna col Bambino degli Innocenti, 伊: The Madonna and Child with an Angel）は、イタリアの盛期ルネサンスの巨匠サンドロ・ボッティチェッリが1465年から1467年に制作した絵画である。油彩とテンペラ。ボッティチェッリ初期の聖母子画で、師であるフィリッポ・リッピの影響が色濃い作品である。現在はフィレンツェの捨て子養育院美術館に所蔵されている。

## 作品
ボッティチェッリは幼児のイエス・キリストを抱きかかえる聖母マリアを描いている。幼児キリストは天使によって下から抱え上げられ、聖母マリアを見上げながら彼女の胸元に手を伸ばし、襟を閉じているブローチで戯れている。それに対して聖母マリアの眼差しは幼い息子の運命について物思いに耽っているように見える。幼児キリストを抱え上げている天使は画面の登場人物の中で唯一、鑑賞者の側に視線を向けている。構図は装飾的要素が抑えられた非常に単純化されたものとなっている。背景の建築物の遠近法的視点はわずかに低くなっており、またアーチとイオニア式柱頭を持つ石柱はうまく配置されていない。
ボッティチェッリの初期の聖母子画の1つである本作品は、ボッティチェッリとフィリッポ・リッピのと密接な芸術的関係を明らかにしている。多くの研究者たちは本作品のほか、ナショナル・ギャラリー・オブ・アートやメトロポリタン美術館に所蔵されている聖母子と天使を描いた作品が、リッピの『聖母子と二人の天使』（ウフィツィ美術館）に倣ったものであることを指摘している。著名なリッピの作品から派生した「聖母と幼児イエス」の図像は、15世紀のフィレンツェの家や邸館で非常に流行していたものであった。この図像は個人の礼拝用というだけでなく、母性という主題を表現しているものであるため、捨て子養育院という場所にもふさわしい。
生き生きとしている幼児のモデルの現実的な描写で、ボッティチェッリの聖母子像はまた、神経学的バビンスキー反射の、知られている最も初期の描写であるかもしれない。

### 帰属
19世紀半ばの捨て子養育院美術館の目録では、本作品はフィリッポ・リッピに帰属されていた。1893年に最初にボッティチェッリに帰属したのは美術史家ヘルマン・ウルマン（Hermann Ullmann）であり、それ以来、一部の例外はあるにせよボッティチェッリの真筆であることが多くの研究者から認められている。その中でもミクロス・ボスコヴィッツ（2003年）とダミアン・ドンブロウスキー（Damian Dombrowski, 2010年）はアンドレア・デル・ヴェロッキオの影響を受ける以前の最初期の作品として位置づけている。

### 保存状態
保存状態は悪く、聖母子の顔は元のままと考えられているが、聖母の右手、天使の顔、背景の空、画面左側などは損傷が見られる。1924年から1925年にかけて修復士アウグスト・ファーメレンによる修復を受けたが、もともと損傷の多かった絵画のオリジナルの絵具層や人物像の衣服を覆っていた金の帯状装飾を損なうほどの激しい洗浄が実施された。

## ギャラリー
フィリッポ・リッピに影響受けたボッティチェッリの作品

『聖母子と二人の天使』1465年-1470年頃 ナショナル・ギャラリー・オブ・アート所蔵
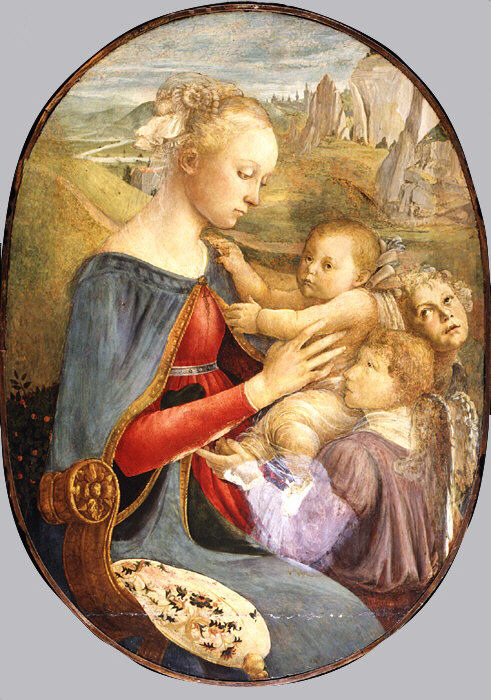
『聖母子と二人の天使』15世紀 メトロポリタン美術館所蔵
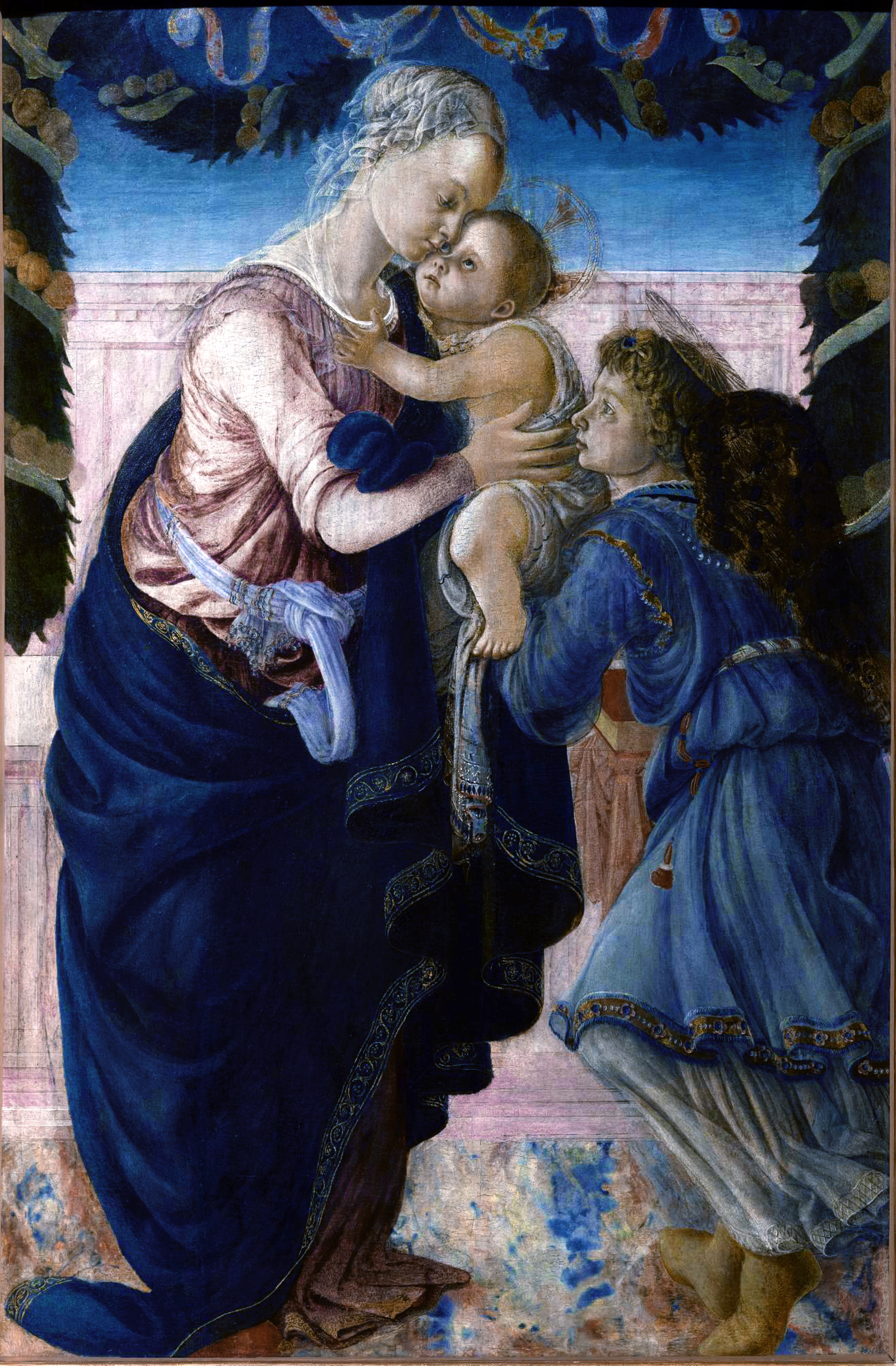
『聖母子と天使』1468年以前
フェッシュ美術館（英語版）所蔵
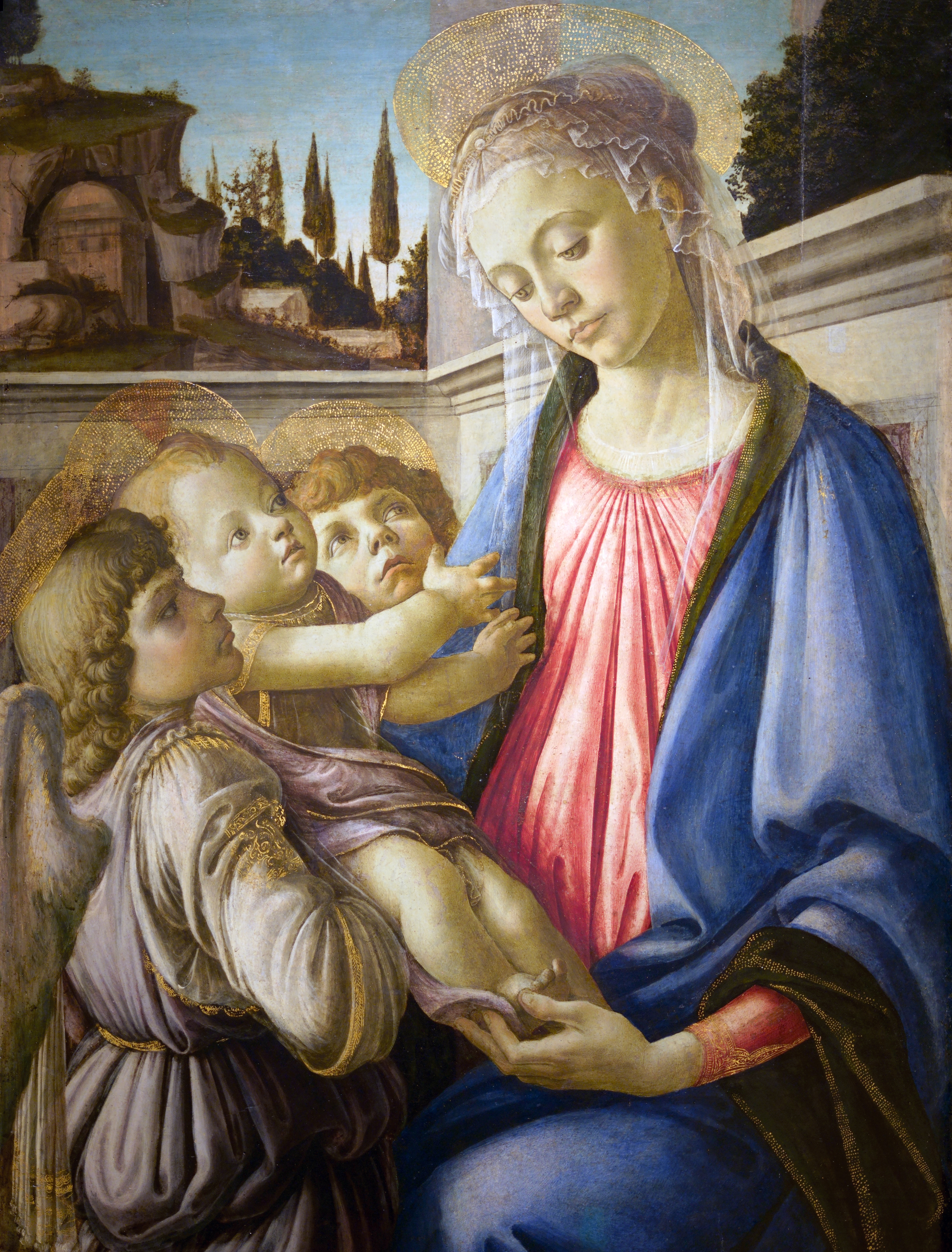
『聖母子と二人の天使』1468年–1469年頃 カポディモンテ美術館所蔵